# Àguila (heràldica)

Àguila heràldica

L'àguila (o àliga) és una figura heràldica natural emprada des de les Croades.
Hereva de l'àguila romana, restituïda per Carlemany, esdevé el símbol de l'imperi i es torna bicèfala (és a dir, passa a tenir dos caps) al moment de la fusió entre l'Imperi d'Orient i l'Imperi Romà d'Occident.
La concurrència amb el lleó és prou significativa, i es pot usar per marcar supremacia: tot i que l'àguila heràldica rarament es representa volant, pot regnar sobre les mateixes zones que el lleó i a més a més regnar sobre els aires, cosa que el lleó no pot fer, per la qual cosa l'àguila esdevé simbòlicament un animal superior.

## Representació

Algunes de les diferents maneres de representar l'àguila

L'àguila «normal» està representada de front, amb el cos dreçat, les potes i les urpes separades, la cua baixa i escampada cap avall, les ales esteses i amb les plomes desplegades (normalment alçades, tot i que primitivament, a l'època cavalleresca, eren abaixades) i el cap de perfil, mirant a la destra (és a dir, cap a l'esquerra del qui contempla l'escut), com ho ha de fer tot animal heràldicament correcte (si mira cap a la sinistra, és a dir cap a la part dreta de l'escut, llavors diem que és contornada).
L'àguila heràldica té les potes pelades, sovint de gules (vermelles), i s'assembla més a un falcó de caça que no a una àguila natural, que té les potes cobertes de plomes fins a les urpes (forma que retrobarà l'àguila al Primer i Segon Imperi Francès).

## Atributs
L'àguila ha estat més utilitzada a les armories de les regions del centre i l'est d'Europa i no ha tingut la mateixa difusió que el lleó a les regions més occidentals. Per aquesta mateixa raó, no ha tingut la mateixa banalització. És sens dubte per això que les variants són menys nombroses:

- L'àguila bicèfala (Fig. 1), nascuda de la reunió dels dos imperis romans, també va crear una variant tricèfala efímera el 1229 per part de Frederic II, que pensava adjuntar-hi el Regne de Jerusalem (Fig. 2).
- L'àguila de la Fig. 3 té el blasonament següent: «D'argent [el camper és blanc], una àguila de gules [vermella], amb el vol abaixat [les plomes de les ales tirades cap avall], becada de sable [amb el bec negre], linguada de sinople [amb la llengua verda], membrada d'atzur [amb les potes blaves], armada d'or [amb les urpes grogues]». Tot i que heràldicament és possible, una àguila tan bigarrada com la d'aquest exemple on s'exposen reunits els principals possibles atributs no és gens freqüent.
- Es troba acompanyada d'accessoris, i bastant sovint és coronada o, com a la Fig. 4, nimbada (que porta per darrere una mena d'aurèola, en aquest cas d'argent).
- Pot estar mutilada: sense cap, serà decapitada; sense cua, escuada.
- A l'Europa centreoriental (Prússia, Brandenburg, Silèsia, etc.), l'àguila està proveïda d'un Kleestängel, és a dir d'un semicercle posat per subratllar l'estructura de les ales. Aquest semicercle pot estar trevolat sense que calgui blasonar-ho.
- L'àguila és flamejant quan li surten flames de tot el contorn. És el senyal de sant Venceslau i de la dinastia Premíslida de Bohèmia.
- Hom parla d'àguila de perfil quan és representada en la seva forma natural i en aquesta posició, com a l'escut de Mèxic.
- L'àguila essorant es representa en actitud de prendre volada, amb el cap mirant cap amunt i el vol obert i abaixat. Aquest tipus d'àguila més propera al model natural i al model romà, a mig envolar-se, donarà lloc a l'àguila napoleònica, representada de perfil i contornada, com a les armories de Napoleó. A l'heràldica del Primer i Segon Imperi Francès, els prínceps sobirans porten un cap d'atzur carregat d'una «àguila d'or contornada, amb les ales esteses, aferrant un llamp també d'or».

Àguila coronada, carregada d'un semicercle trevolat
Àguila flamejant
Àguila essorant
Àguila napoleònica

### Els membres de les àguiles
- De vegades s'utilitzen de manera separada els caps de les àguiles; parlem aleshores d'un cap d'àguila.
- Un membre d'àguila és la pota de l'àguila separada del cos i tallada o arrencada per la cuixa.
- Les ales porten el nom de vol quan són dobles, i de mig vol quan se'n representa una de sola.
- Una ala d'àguila acabada en una pota amb urpa és una mà d'àguila.

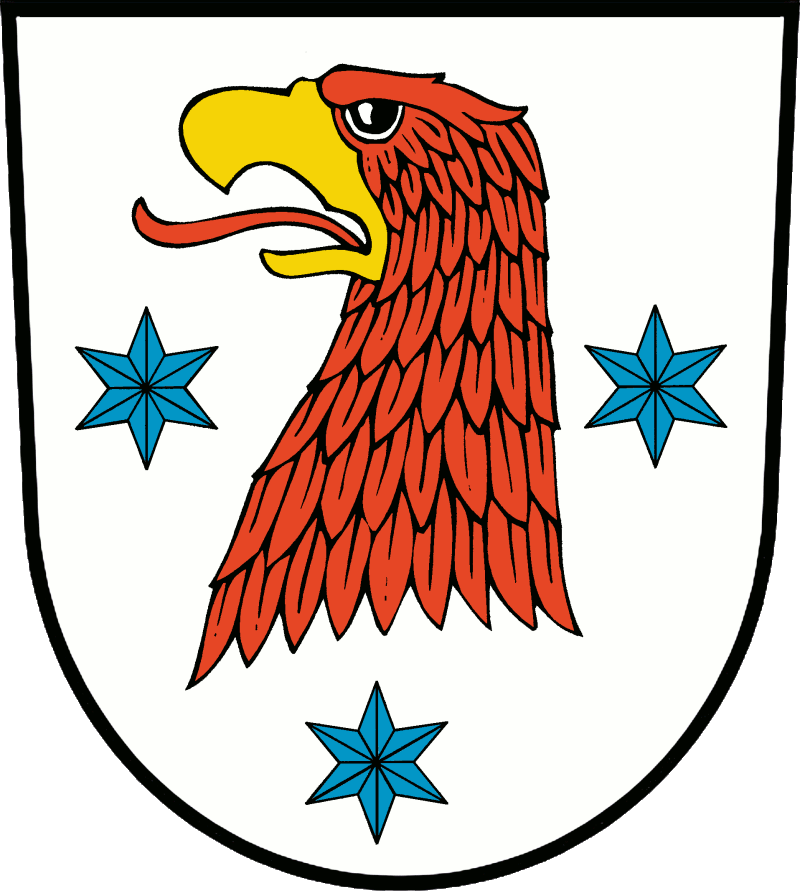
Cap d'àguila
Membre d'àguila
Vol abaixat
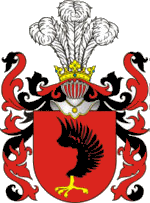
Mà d'àguila

## Família de l'àguila

### Àguila bicèfala

Àguila bicèfala de la Bisbal de Montsant

L'àguila heràldica representada amb dos caps és anomenada bicèfala. Com a exemple, l'escut de la dreta, que es blasona de la manera següent: «D'or, una àguila bicèfala de sable, cada cap sobremuntat d'una corona antiga d'argent».
L'àguila bicèfala apareix com a emblema sobirà al segle xv i esdevé el senyal del Sacre Imperi, que s'adjunta als ornaments de la tomba de Carlemany. Símbol imperial, l'utilitzava Rússia al segle xviii. Com a ornament exterior, serveix de suport a l'escut d'armes de l'Imperi Austríac, que té el següent blasonament: «D'or, una àguila bicèfala de sable, becada, membrada i linguada de gules i coronada d'or».
L'àguila bicèfala coronada pot tenir una sola corona (com la d'Àustria) o una per a cada cap (com la de la Bisbal de Montsant).

### Mitja àguila i àguila ixent

La mitja àguila de Ginebra

S'anomena mitja àguila quan de l'àguila només se'n representa la meitat en una partició vertical. Un costum gràfic consisteix a no tallar-li el cap ni el coll, que apareixen sencers, i aleshores no se sap ben bé si es tracta d'una àguila normal que té el cap desplaçat o bé és la meitat d'una àguila bicèfala. És el cas de nombrosos escuts frisons, que tenen una mitja àguila a la meitat destra. El cas es complica quan l'àguila es troba a la meitat sinistra, on un es pot preguntar no només si es tracta de la meitat d'una àguila bicèfala sinó també si no podria el cas d'una àguila senzilla però contornada (amb el cap mirant cap a la sinistra).
Quan la meitat de l'àguila és la superior, tallada per una partició horitzontal, llavors s'anomena àguila ixent.

### Alerió
L'àguila jove, desproveïda de potes i de bec i amb el vol abaixat, es diu alerió.
Els alerions estan emparentats amb les merletes, ocells col·locats de perfil amb les ales plegades, també sense potes ni bec.

### Aguileta
Les àguiles reduïdes, quan n'hi ha més de tres, s'anomenen aguiletes. Contràriament als alerions, les aguiletes tenen bec i potes, com una àguila normal.

### Harpia i grifó
L'àguila ha creat algunes figures monstruoses entre les quals hi ha l'harpia i el griu; aquest últim és una barreja entre l'àguila i el seu parent reial, el lleó.
Per caracteritzar millor l'harpia, barreja d'àguila i de dona, el cap i el pit femenins són presentats al natural, o d'algun altre esmalt.

Alerió
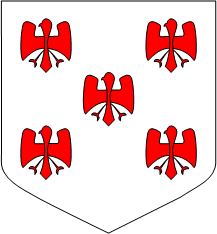
Aguiletes
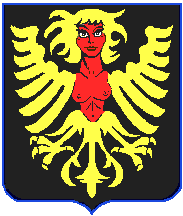
Harpia
Grifó

### Àguila – La forma femenina

Escut de Moràvia: Àguila moravia (Una àguila d'escacs de color vermell platejat amb una corona d'or i una armadura d'or en un escut blau).

La forma femenina "àguila" (en lloc d'àliga (unicèfala)) és una peculiaritat de la nomenclatura heràldica txeca.

## Galeria d'escuts amb àguiles

les Açores
Aguilar de la Frontera
Albània
Alemanya
Altea
Aquisgrà
Armènia
Arnhem
l'Atzúbia
Àustria
la Bisbal del Penedès
Bogotà
Brandenburg
Carniola
Catadau
Egipte
Estats Units
Frankfurt del Main
Friül
Groninga
Iemen
Indonèsia
Iraq
Jordània
Les Valls d'Aguilar
Lübeck
Malmö
Mèxic
Moldàvia
Montenegro
Niça
Nimega
Nuremberg
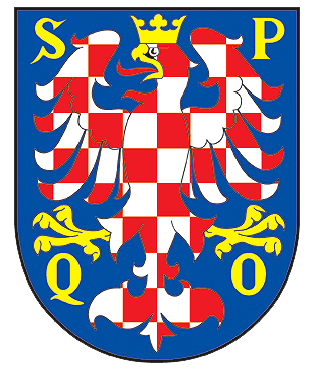
Olomouc
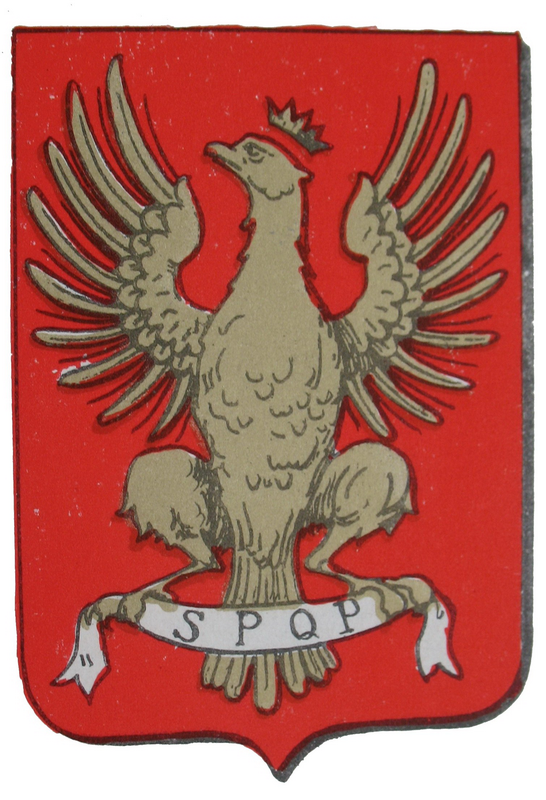
Palerm
Palestina
Penàguila
Petrés
Polònia
Potsdam
Prússia
República Txeca
La Romana
Romania
Rússia
Salàs de Pallars
Sèrbia
Sicília (antic)
Silèsia
Sort
Szczecin
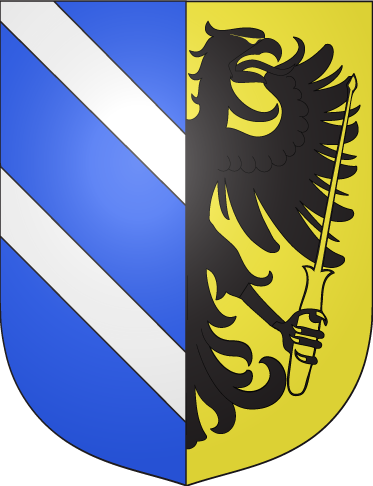
Szeged
la Tarentèsa
Tàrrega
Tirol
Toixa
Toledo
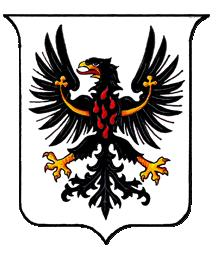
Trento
Valàquia
Vidrà
Viena